# 1915 год в истории железнодорожного транспорта
1915 год в истории железнодорожного транспорта

## События
- 22 мая — произошла самая крупная железнодорожная катастрофа в истории Великобритании. Поезд, перевозивший солдат, столкнулся с пассажирским поездом. Погибло более 200 человек[1].
- 21 октября на Алтайской железной дороге открыта станция Барнаул.
- В Монголии император VIII Богд Жавзандамба принял решение о строительстве Монгольской железной дороги.
- B ходе Первой мировой войны впервые применён Путевой разрушитель.
- Основан Изюмский тепловозоремонтный завод, как «Изюмские главные железнодорожные мастерские» Северо-Донецкой железной дороги.
- В Российской империи на линии Нижний Новгород — Арзамас открыта станция Шониха.

## Новый подвижной состав
- На прусском заводе Maffei начался выпуск паровозов G 4/5 H — самого мощного из немецких паровозов типа 1-4-0.
- На прусском заводе Henschel освоен выпуск паровозов G 121 — первых немецких паровозов типа 1-5-0.
- В Российской империи начался выпуск специализированных вагонов-ресторанов с салоном для пассажиров и оборудованием для приготовления пищи и хранения продуктов, системами вентиляции, охлаждения воздуха и отопления.[2]
- В Российской империи построен первый путеизмерительный вагон конструкции инженера Н.Е. Долгова.[2]
- В США и Канаде на заводах компаний ALCO, Baldwin, CLC начался выпуск паровозов серии Е.

## Персоны

### Скончались
- 13 марта Граф Серге́й Ю́льевич Ви́тте — русский государственный деятель, 14-й Министр путей сообщения Российской Империи.